# گرانتسبورو (کارولینای شمالی)

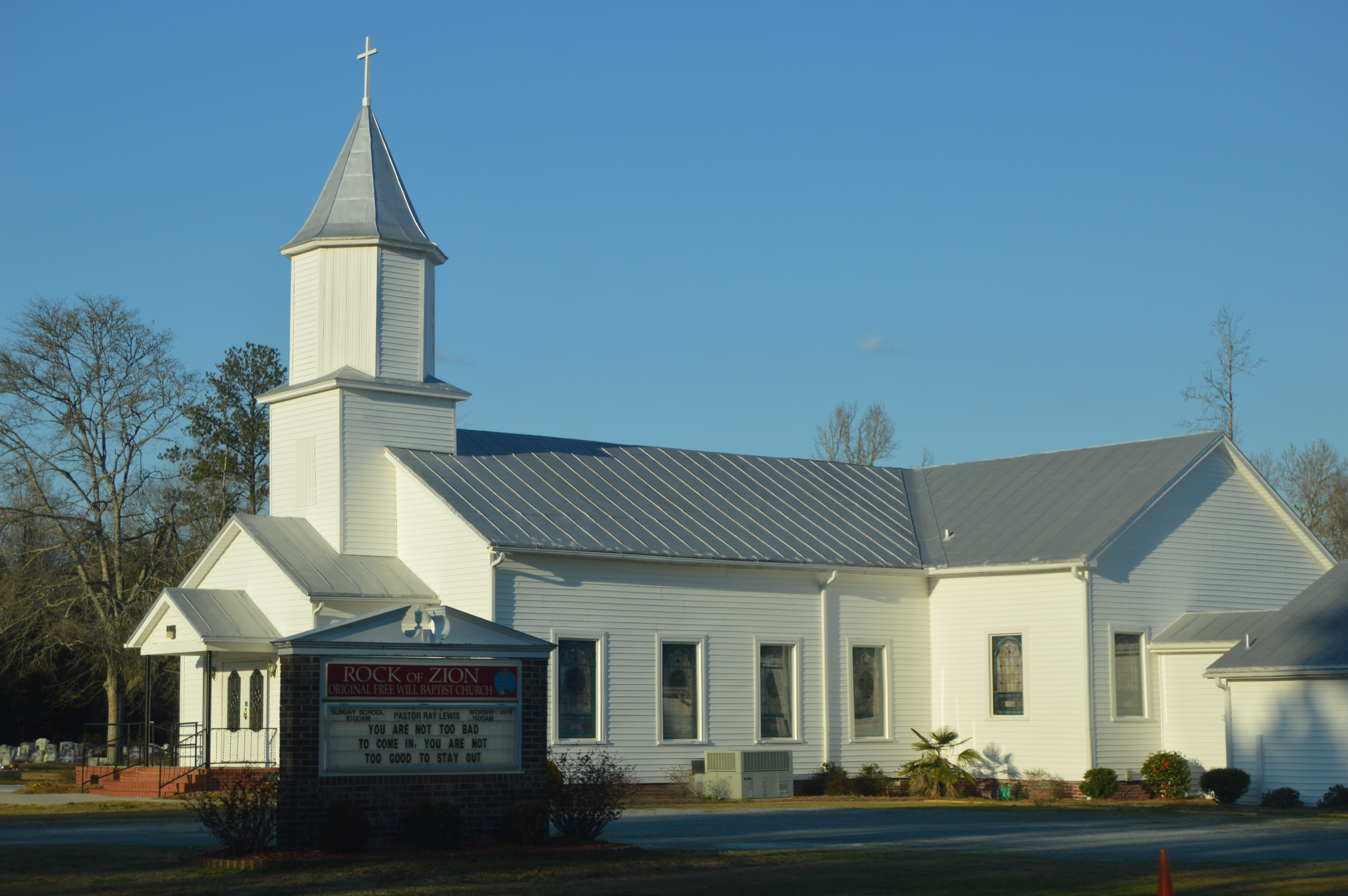
نمایی از کلیسای شهر گرانتسبورو در ایالت کارولینای شمالی - ۲۰۲۰

گرانتسبورو (به انگلیسی: Grantsboro) شهری در ایالت کارولینای شمالی کشور ایالات متحده آمریکا است که جمعیت آن در سرشماری سال ۲۰۱۰ میلادی، ۶۸۸ نفر بوده‌است.